# Jonathan Strange & Mr Norrell
Jonathan Strange & Mr Norrell è una miniserie televisiva britannica in 7 puntate del 2015 scritta da Peter Harness, diretta da Toby Haynes e tratta dall'omonimo romanzo di genere fantasy storico-ucronico di Susanna Clarke.

## Trama
La storia è un'ucronia ambientata in Inghilterra durante le Guerre napoleoniche agli inizi del XIX secolo: infatti viene mostrata una versione alternativa della storia umana, nella quale la magia esiste ed è nota a tutti, ma non c'è più nessuno in grado di usarla da tre secoli. Tutto però cambia quando si palesa un certo Mr Norrell di Hurtfew Abbey, nei dintorni di York, il quale afferma di saper usare la magia pratica, dimostrandolo quando riesce ad animare le statue della chiesa di York Minster, facendole muovere e parlare. Il suo servitore John Childermass lo persuade quindi a recarsi a Londra per aiutare il governo inglese nella guerra contro la Francia napoleonica.
Una volta sul posto, Norrell conosce l'influente ministro Sir Walter Pole il quale, inizialmente scettico, cambia totalmente idea sulla magia, poiché il mago di Hurtfew Abbey riesce a renderla rispettabile agli occhi suoi e del governo quando, segretamente, evoca un essere fatato noto come il Gentiluomo per resuscitare la promessa sposa di Sir Pole, morta poco prima delle nozze. Nel frattempo, il giovane scavezzacollo Jonathan Strange, divenuto da poco un ricco possidente terriero, in seguito alla morte del freddo e odiato padre, e alla ricerca di un impiego rispettabile, come richiesto dalla sua amata Arabella, incontra Vinculus, un mago di strada, il quale, dopo aver già raggiunto ed informato in maniera alquanto rocambolesca Norrell a Londra, rischiando la prigione, avvisa anche Strange: i due uomini sono i due maghi della profezia del leggendario Re Corvo, John Uskglass, padre della magia inglese, e sono destinati a riportarla in auge.
Per questa ragione, Strange decide di diventare un mago e di studiare presso il più esperto Mr Norrell, ma i giochi di potere, gli intrighi politici e, soprattutto, i punti di vista sulla magia diametralmente opposti tra maestro e allievo (il primo intende sradicare del tutto le credenze sulla magia antica del Re Corvo, rendendola moderna, mentre il secondo idolatra sempre più Uskglass, man mano che impara a padroneggiare le arti magiche) porteranno i due su un terreno totalmente diverso da quello che si aspettavano.

## Episodi
| nº | Titolo                        | Prima TV UK    | Prima TV Italia |
| -- | ----------------------------- | -------------- | --------------- |
| 1  | The Friends of English Magic  | 17 maggio 2015 | inedito         |
| 2  | How Is Lady Pole?             | 24 maggio 2015 | inedito         |
| 3  | The Education of a Magician   | 31 maggio 2015 | inedito         |
| 4  | All the Mirrors of the World  | 7 giugno 2015  | inedito         |
| 5  | Arabella                      | 14 giugno 2015 | inedito         |
| 6  | The Black Tower               | 21 giugno 2015 | inedito         |
| 7  | Jonathan Strange & Mr Norrell | 28 giugno 2015 | inedito         |

## Personaggi e interpreti

### Personaggi principali
- Jonathan Strange, interpretato da Bertie Carvel.
- Gilbert Norrell, interpretato da Eddie Marsan.
- Il Gentiluomo, interpretato da Marc Warren.
- Arabella Strange, interpretata da Charlotte Riley.
- Lady Emma Pole, interpretata da Alice Englert.
- Sir Walter Pole, interpretato da Samuel West.
- John Childermass, interpretato da Enzo Cilenti.
- Vinculus, interpretato da Paul Kaye.
- John Segundus, interpretato da Edward Hogg.
- Stephen Black, interpretato da Ariyon Bakare.
- Christopher Drawlight, interpretato da Vincent Franklin.
- Henry Lascelles, interpretato da John Heffernan.
- Mr Honeyfoot, interpretato da Brian Pettifer.

### Personaggi secondari
- Lucas, interpretato da Robbie O'Neill.
- Lord Liverpool, interpretato da Richard Durden.
- Davey, interpretato da Freddie Hogan.
- Mary, interpretata da Claudia Jessie.
- Lord Wellington, interpretato da Ronan Vibert.
- Jeremy Johns, interpretato da Steve Jackson.
- Grant, interpretato da Jamie Parker.
- Mrs Wintertowne, interpretata da Phoebe Nicholls.
- Dr Greysteel, interpretato da Clive Mantle.
- Flora Greysteel, interpretata da Lucinda Dryzek.
- John Uskglass/Re Corvo, interpretato da Niall Greig Fulton.

## Accoglienza
Sull'aggregatore Rotten Tomatoes la serie detiene una percentuale di gradimento del 91% con un voto medio di 7,71 su 10 basato su 35 recensioni, mentre 634 recensioni del pubblico lo hanno promosso con l'88%. Il giudizio generale sostiene che «Jonathan Strange & Mr Norrell ambienta spettacoli coinvolgenti su una tela incantevole, anche se parte della magia del materiale originale si perde lungo la strada». Su Metacritic ha un punteggio di 73 su 100 basato su 16 recensioni, corrispondente a «recensioni generalmente favorevoli».

## Riconoscimenti
- 2015 – Royal Television Society[3]
  - Miglior scenografia
  - Candidatura per i migliori effetti visivi
- 2016 – Banff World Media Festival[4]
  - Candidatura per la miglior fiction fantascientifica, fantasy e d'azione
- 2016 – British Academy Television Craft Awards[5]
  - Migliori effetti speciali, visivi e grafici
  - Miglior scenografia
  - Candidatura per i migliori costumi
  - Candidatura per il miglior trucco e acconciatura
- 2016 – Satellite Award[6]
  - Candidatura per la miglior serie tv di genere
- 2016 – Saturn Award
  - Candidatura per la miglior serie televisiva fantasy
- 2016 – Visual Effects Society[7]
  - Candidatura per i migliori effetti visivi in un episodio fotorealistico (ep.5)